# Liga Femenina de voleibol argentino de 2021
La Liga Femenina de Voleibol Argentino de 2021 fue la vigésima quinta edición del torneo más importante a nivel de clubes organizado por FeVA para equipos de voleibol femenino. En esta edición participaron dieciséis equipos y comenzó el 6 de febrero de 2021.
El campeón de esta edición de la Liga Nacional fue San Lorenzo al vencer en la serie final 2 a 1 a Gimnasia y Esgrima de La Plata. De esta forma, San Lorenzo consiguió su primer título.

## Equipos participantes
Los equipos que participaron de la edición XXV son:
- Boca Juniors (Ciudad de Buenos Aires)
- Vélez Sarsfield (Ciudad de Buenos Aires)
- River Plate (Ciudad de Buenos Aires)
- Ferro (Ciudad de Buenos Aires)
- CEF 5 (La Rioja)
- Rowing Club (Paraná)
- Mupol (Círculo Mutual de Suboficiales) (Ciudad de Buenos Aires)
- Club Náutico Sportivo Avellaneda (Rosario)
- Estudiantes de La Plata (La Plata)
- Gimnasia y Esgrima La Plata (La Plata)
- Banco Provincia (La Plata)
- Club Tucumán de Gimnasia (San Miguel de Tucumán)
- San Lorenzo de Almagro (Ciudad de Buenos Aires)
- Atenas (Córdoba)
- Douglas Haig (Pergamino)
- Club Argentina Andalgalá (Andalgalá)

## Formato de competencia
El torneo está dividido en tres fases: la primera fase, la segunda fase, y los play off.
En la primera instancia, los dieciséis (16) equipos se dividen en dos zonas de 8 equipos cada una, donde cada equipo se enfrenta contra todos los rivales de su grupo. El grupo A se disputa en la Ciudad de Buenos Aires, en los estadios de Boca Juniors (Polideportivo Quinquela Martín y Luis Conde) y Vélez Sarsfield (Ana Petracca). Por su parte, el grupo B se disputa en los estadios de Banco Provincia, Estudiantes, y GELP, en la ciudad de La Plata.
En la segunda fase, los equipos se dividen en 4 grupos de 4 equipos cada uno en base a la clasificación general de la primera fase. En esta oportunidad, los cuadrangulares se disputan en las ciudades de Córdoba, Pergamino, Rosario y Paraná.
Una vez terminada la segunda fase, se determinan quiénes son los 8 equipos que se clasifican a los cuartos de final de la eliminatoria. Los ganadores de cada serie de cuartos de final, compiten en las semifinales para saber qué equipos participarán en la final que consagrará al campeón de la liga. Los cuartos de final y las semifinales se juegan a partido de ida y de vuelta (en caso de que gane un partido cada equipo se disputará un Golden Set definitorio), mientras que la final es al mejor de tres partidos. Respecto a las sedes de los play off, los cuartos de final se disputan en los estadios de los dos mejores equipos de la segunda fase, las semifinales en el estadio del mejor equipo de los cuartos de final, y la final en los estadios de los dos equipos que llegaron a esta instancia.

## Primera fase

### Tabla general
| Pos. | Equipo                      | Pts | Partidos | Partidos | Partidos | Sets | Sets | Sets  | Puntos | Puntos | Puntos |
| Pos. | Equipo                      | Pts | PJ       | PG       | PP       | SG   | SP   | SR    | PG     | PP     | PR     |
| ---- | --------------------------- | --- | -------- | -------- | -------- | ---- | ---- | ----- | ------ | ------ | ------ |
| 1.º  | Boca Juniors                | 21  | 7        | 7        | 0        | 21   | 1    | 21.00 | 553    | 418    | 1.323  |
| 2.º  | San Lorenzo                 | 20  | 7        | 7        | 0        | 21   | 2    | 10.50 | 559    | 407    | 1.374  |
| 3.º  | GELP                        | 18  | 7        | 6        | 1        | 18   | 3    | 6.00  | 518    | 376    | 1.378  |
| 4.º  | River Plate                 | 16  | 7        | 5        | 2        | 18   | 6    | 3.00  | 572    | 416    | 1.375  |
| 5.º  | CEF 5                       | 13  | 7        | 5        | 2        | 15   | 11   | 1.36  | 564    | 542    | 1.041  |
| 6.º  | Vélez Sarsfield             | 13  | 7        | 4        | 3        | 14   | 10   | 1.40  | 555    | 488    | 1.137  |
| 7.º  | Atenas                      | 11  | 7        | 4        | 3        | 13   | 12   | 1.08  | 529    | 516    | 1.025  |
| 8.º  | Argentina Andalgalá         | 11  | 7        | 4        | 3        | 15   | 14   | 1.07  | 606    | 601    | 1.008  |
| 9.º  | Estudiantes (LP)            | 10  | 7        | 3        | 4        | 12   | 13   | 0.92  | 550    | 516    | 1.066  |
| 10.º | Banco Provincia (LP)        | 10  | 7        | 3        | 4        | 12   | 13   | 0.92  | 509    | 523    | 0.973  |
| 11.º | Náutico Sportivo Avellaneda | 8   | 7        | 3        | 4        | 10   | 16   | 0.62  | 551    | 596    | 0.924  |
| 12.º | Ferro                       | 7   | 7        | 2        | 5        | 9    | 16   | 0.56  | 505    | 508    | 0.994  |
| 13.º | Mupol                       | 5   | 7        | 2        | 5        | 8    | 18   | 0.44  | 418    | 594    | 0.704  |
| 14.º | Douglas Haig                | 4   | 7        | 1        | 6        | 5    | 18   | 0.28  | 427    | 528    | 0.809  |
| 15.º | Rowing Club                 | 1   | 7        | 0        | 7        | 4    | 21   | 0.19  | 446    | 602    | 0.741  |
| 16.º | Tucumán de Gimnasia         | 0   | 7        | 0        | 7        | 0    | 21   | 0.00  | 294    | 525    | 0.560  |

### Zona 1
Fecha 1
| 6 de febrero, 18:30 | Rowing Club | 1 - 3                                  | Mupol | Polideportivo Quinquela Martín, Buenos Aires |  |
|                     |             | ( 25-22, 22-25, 11-25, 15-25 ) Reporte |       |                                              |  |

| 6 de febrero, 21:00 | Boca Juniors | 3 - 0                           | CEF 5 | Polideportivo Quinquela Martín, Buenos Aires |  |
|                     |              | ( 25-16, 25-20, 25-20 ) Reporte |       |                                              |  |

| 6 de febrero, 18:30 | River Plate | 3 - 0                           | Ferro | Ana Petracca, Buenos Aires |  |
|                     |             | ( 25-11, 25-22, 25-18 ) Reporte |       |                            |  |

| 6 de febrero, 21:00 | Náutico Sportivo Avellaneda | 0 - 3                                  | Vélez Sarsfield | Ana Petracca, Buenos Aires |  |
|                     |                             | ( 25-22, 18-25, 25-27, 18-25 ) Reporte |                 |                            |  |

Fecha 2
| 7 de febrero, 18:30 | CEF 5 | 3 - 0                           | Náutico Sportivo Avellaneda | Polideportivo Quinquela Martín, Buenos Aires |  |
|                     |       | ( 25-20, 29-27, 25-22 ) Reporte |                             |                                              |  |

| 7 de febrero, 21:00 | Boca Juniors | 3 - 0                           | Ferro | Polideportivo Quinquela Martín, Buenos Aires |  |
|                     |              | ( 25-17, 25-21, 25-13 ) Reporte |       |                                              |  |

| 7 de febrero, 18:30 | Rowing Club | 0 - 3                           | River Plate | Ana Petracca, Buenos Aires |  |
|                     |             | ( 18-25, 20-25, 16-25 ) Reporte |             |                            |  |

| 7 de febrero, 21:00 | Vélez Sarsfield | 2 - 3                                                | Mupol | Ana Petracca, Buenos Aires |  |
|                     |                 | ( 26-24, 25-16, 23-25, 23-25, 23-25, 24-26 ) Reporte |       |                            |  |

Fecha 3
| 8 de febrero, 18:30 | Rowing Club | 1 - 3                                  | Ferro | Polideportivo Quinquela Martín, Buenos Aires |  |
|                     |             | ( 26-24, 25-27, 19-25, 18-25 ) Reporte |       |                                              |  |

| 8 de febrero, 21:00 | Boca Juniors | 3 - 0                           | Náutico Sportivo Avellaneda | Polideportivo Quinquela Martín, Buenos Aires |  |
|                     |              | ( 25-23, 25-10, 25-18 ) Reporte |                             |                                              |  |

| 8 de febrero, 18:30 | Mupol | 1 - 3                                  | CEF 5 | Ana Petracca, Buenos Aires |  |
|                     |       | ( 22-25, 25-13, 16-25, 21-25 ) Reporte |       |                            |  |

| 8 de febrero, 21:00 | Vélez Sarsfield | 0 - 3                           | River Plate | Ana Petracca, Buenos Aires |  |
|                     |                 | ( 11-25, 23-25, 23-25 ) Reporte |             |                            |  |

Fecha 4
| 10 de febrero, 18:30 | Mupol | 1 - 3                                  | Náutico Sportivo Avellaneda | Polideportivo Quinquela Martín, Buenos Aires |  |
|                      |       | ( 25-22, 21-25, 16-25, 20-25 ) Reporte |                             |                                              |  |

| 10 de febrero, 21:00 | Boca Juniors | 3 - 0                           | Rowing Club | Polideportivo Quinquela Martín, Buenos Aires |  |
|                      |              | ( 25-15, 25-19, 25-21 ) Reporte |             |                                              |  |

| 10 de febrero, 18:30 | CEF 5 | 3 - 2                                         | River Plate | Ana Petracca, Buenos Aires |  |
|                      |       | ( 25-17, 20-25, 17-25, 26-24, 15-13 ) Reporte |             |                            |  |

| 10 de febrero, 21:00 | Vélez Sarsfield | 3 - 0                          | Ferro | Ana Petracca, Buenos Aires |  |
|                      |                 | ( 25-22, 25-8, 25-16 ) Reporte |       |                            |  |

Fecha 5
| 11 de febrero, 18:30 | CEF 5 | 3 - 2                                         | Ferro | Polideportivo Quinquela Martín, Buenos Aires |  |
|                      |       | ( 25-15, 14-25, 25-19, 20-25, 15-12 ) Reporte |       |                                              |  |

| 11 de febrero, 21:00 | Boca Juniors | 3 - 0                           | Mupol | Polideportivo Quinquela Martín, Buenos Aires |  |
|                      |              | ( 25-21, 25-15, 25-13 ) Reporte |       |                                              |  |

| 11 de febrero, 18:30 | River Plate | 3 - 0                           | Náutico Sportivo Avellaneda | Ana Petracca, Buenos Aires |  |
|                      |             | ( 25-15, 25-18, 25-15 ) Reporte |                             |                            |  |

| 11 de febrero, 21:00 | Vélez Sarsfield | 3 - 0                           | Rowing Club | Ana Petracca, Buenos Aires |  |
|                      |                 | ( 25-10, 25-12, 25-14 ) Reporte |             |                            |  |

Fecha 6
| 13 de febrero, 18:30 | Náutico Sportivo Avellaneda | 3 - 2                                        | Rowing Club | Luis Conde, Buenos Aires |  |
|                      |                             | ( 23-25, 16-25, 25-23, 25-19, 15-9 ) Reporte |             |                          |  |

| 13 de febrero, 21:00 | Boca Juniors | 3 - 1                                  | River Plate | Luis Conde, Buenos Aires |  |
|                      |              | ( 27-29, 25-22, 25-18, 26-24 ) Reporte |             |                          |  |

| 13 de febrero, 18:30 | Ferro | 3 - 0                        | Mupol | Ana Petracca, Buenos Aires |  |
|                      |       | ( 25-0, 25-0, 25-0 ) Reporte |       |                            |  |

| 13 de febrero, 21:00 | Vélez Sarsfield | 3 - 0                           | CEF 5 | Ana Petracca, Buenos Aires |  |
|                      |                 | ( 25-20, 25-22, 25-22 ) Reporte |       |                            |  |

Fecha 7
| 14 de febrero, 18:30 | Ferro | 1 - 3                                  | Náutico Sportivo Avellaneda | Polideportivo Quinquela Martín, Buenos Aires |  |
|                      |       | ( 22-25, 25-21, 18-25, 20-25 ) Reporte |                             |                                              |  |

| 14 de febrero, 21:00 | CEF 5 | 3 - 0                          | Rowing Club | Polideportivo Quinquela Martín, Buenos Aires |  |
|                      |       | ( 25-16, 25-7, 25-16 ) Reporte |             |                                              |  |

| 14 de febrero, 18:30 | River Plate | 3 - 0                        | Mupol | Ana Petracca, Buenos Aires |  |
|                      |             | ( 25-0, 25-0, 25-0 ) Reporte |       |                            |  |

| 14 de febrero, 21:00 | Vélez Sarsfield | 0 - 3                           | Boca Juniors | Ana Petracca, Buenos Aires |  |
|                      |                 | ( 25-23, 25-19, 25-21 ) Reporte |              |                            |  |

| 1. |

### Zona 2
Fecha 1
| 17 de febrero, 18:30 | San Lorenzo | 3 - 0                          | Tucumán de Gimnasia | Banco Provincia (LP), La Plata |  |
|                      |             | ( 25-8, 25-11, 25-16 ) Reporte |                     |                                |  |

| 17 de febrero, 21:00 | Banco Provincia (LP) | 2 - 3                                        | Argentina Andalgalá | Banco Provincia (LP), La Plata |  |
|                      |                      | ( 25-22, 17-25, 14-25, 25-22, 8-15 ) Reporte |                     |                                |  |

| 17 de febrero, 18:30 | GELP | 3 - 0                           | Douglas Haig | Jorge Luis Hirschi, La Plata |  |
|                      |      | ( 25-14, 25-10, 25-17 ) Reporte |              |                              |  |

| 17 de febrero, 21:00 | Estudiantes (LP) | 2 - 3                                         | Atenas | Jorge Luis Hirschi, La Plata |  |
|                      |                  | ( 16-25, 25-19, 22-25, 25-11, 10-15 ) Reporte |        |                              |  |

Fecha 2
| 18 de febrero, 18:30 | San Lorenzo | 3 - 0                           | Douglas Haig | Jorge Luis Hirschi, La Plata |  |
|                      |             | ( 25-13, 25-17, 25-16 ) Reporte |              |                              |  |

| 18 de febrero, 21:00 | Banco Provincia (LP) | 3 - 1                                  | Estudiantes (LP) | Jorge Luis Hirschi, La Plata |  |
|                      |                      | ( 25-15, 25-20, 14-25, 25-14 ) Reporte |                  |                              |  |

| 18 de febrero, 18:30 | Argentina Andalgalá | 3 - 0                           | Tucumán de Gimnasia | Polideportivo Victor Nethol, La Plata |  |
|                      |                     | ( 25-22, 25-13, 25-18 ) Reporte |                     |                                       |  |

| 18 de febrero, 21:00 | GELP | 3 - 0                           | Atenas | Polideportivo Victor Nethol, La Plata |  |
|                      |      | ( 25-18, 25-21, 25-12 ) Reporte |        |                                       |  |

Fecha 3
| 19 de febrero, 18:30 | Tucumán de Gimnasia | 0 - 3                          | Atenas | Banco Provincia (LP), La Plata |  |
|                      |                     | ( 8-25, 18-25, 13-25 ) Reporte |        |                                |  |

| 19 de febrero, 21:00 | Banco Provincia (LP) | 0 - 3                           | San Lorenzo | Banco Provincia (LP), La Plata |  |
|                      |                      | ( 22-25, 18-25, 13-25 ) Reporte |             |                                |  |

| 19 de febrero, 18:30 | Argentina Andalgalá | 3 - 2                                        | Douglas Haig | Polideportivo Victor Nethol, La Plata |  |
|                      |                     | ( 26-24, 21-25, 8-25, 25-12, 15-13 ) Reporte |              |                                       |  |

| 19 de febrero, 21:00 | GELP | 3 - 0                           | Estudiantes (LP) | Polideportivo Victor Nethol, La Plata |  |
|                      |      | ( 25-22, 33-31, 25-20 ) Reporte |                  |                                       |  |

Fecha 4
| 21 de febrero, 18:30 | Banco Provincia (LP) | 3 - 0                           | Douglas Haig | Jorge Luis Hirschi, La Plata |  |
|                      |                      | ( 25-12, 25-21, 25-22 ) Reporte |              |                              |  |

| 21 de febrero, 21:00 | Estudiantes (LP) | 3 - 1                                  | Argentina Andalgalá | Jorge Luis Hirschi, La Plata |  |
|                      |                  | ( 25-17, 23-25, 25-23, 25-21 ) Reporte |                     |                              |  |

| 21 de febrero, 18:30 | San Lorenzo | 3 - 0                           | Atenas | Polideportivo Victor Nethol, La Plata |  |
|                      |             | ( 25-22, 25-16, 25-20 ) Reporte |        |                                       |  |

| 21 de febrero, 21:00 | GELP | 3 - 0                           | Tucumán de Gimnasia | Polideportivo Victor Nethol, La Plata |  |
|                      |      | ( 25-10, 25-13, 25-10 ) Reporte |                     |                                       |  |

Fecha 5
| 22 de febrero, 18:30 | Douglas Haig | 3 - 0                           | Tucumán de Gimnasia | Banco Provincia (LP), La Plata |  |
|                      |              | ( 25-23, 25-14, 25-21 ) Reporte |                     |                                |  |

| 22 de febrero, 21:00 | Banco Provincia (LP) | 1 - 3                                 | Atenas | Banco Provincia (LP), La Plata |  |
|                      |                      | ( 25-22,16-25, 13-25, 22-25 ) Reporte |        |                                |  |

| 22 de febrero, 18:30 | Estudiantes (LP) | 0 - 3                           | San Lorenzo | Polideportivo Victor Nethol, La Plata |  |
|                      |                  | ( 21-25, 17-25, 19-25 ) Reporte |             |                                       |  |

| 22 de febrero, 21:00 | GELP | 3 - 0                           | Argentina Andalgalá | Polideportivo Victor Nethol, La Plata |  |
|                      |      | ( 25-14, 25-19, 25-18 ) Reporte |                     |                                       |  |

Fecha 6
| 24 de febrero, 18:30 | Atenas | 3 - 0                           | Douglas Haig | Banco Provincia (LP), La Plata |  |
|                      |        | ( 25-18, 25-23, 25-20 ) Reporte |              |                                |  |

| 24 de febrero, 21:00 | Banco Provincia (LP) | 0 - 3                           | GELP | Banco Provincia (LP), La Plata |  |
|                      |                      | ( 16-25, 17-25, 19-25 ) Reporte |      |                                |  |

| 24 de febrero, 18:30 | San Lorenzo | 3 - 2                                         | Argentina Andalgalá | Jorge Luis Hirschi, La Plata |  |
|                      |             | ( 22-25, 22-25, 25-22, 25-14, 15-12 ) Reporte |                     |                              |  |

| 24 de febrero, 21:00 | Estudiantes (LP) | 3 - 0                         | Tucumán de Gimnasia | Jorge Luis Hirschi, La Plata |  |
|                      |                  | ( 25-7, 25-8, 25-23 ) Reporte |                     |                              |  |

Fecha 7
| 25 de febrero, 18:30 | Atenas | 1 - 3                                  | Argentina Andalgalá | Jorge Luis Hirschi, La Plata |  |
|                      |        | ( 25-17, 18-25, 13-25, 22-25 ) Reporte |                     |                              |  |

| 25 de febrero, 21:00 | Estudiantes (LP) | 3 - 0                           | Douglas Haig | Jorge Luis Hirschi, La Plata |  |
|                      |                  | ( 25-20, 25-16, 25-14 ) Reporte |              |                              |  |

| 25 de febrero, 18:30 | Banco Provincia (LP) | 3 - 0                          | Tucumán de Gimnasia | Polideportivo Victor Nethol, La Plata |  |
|                      |                      | ( 25-8, 25-14, 25-16 ) Reporte |                     |                                       |  |

| 25 de febrero, 21:00 | GELP | 0 - 3                           | San Lorenzo | Polideportivo Victor Nethol, La Plata |  |
|                      |      | ( 22-25, 19-25, 19-25 ) Reporte |             |                                       |  |

## Segunda fase

### Cuadrangular 1
| Pos. | Equipo              | Pts | Partidos | Partidos | Partidos | Sets | Sets |
| Pos. | Equipo              | Pts | PJ       | PG       | PP       | SG   | SP   |
| ---- | ------------------- | --- | -------- | -------- | -------- | ---- | ---- |
| 1.º  | River Plate         | 8   | 3        | 3        | 0        | 9    | 3    |
| 2.º  | Vélez Sarsfield     | 6   | 3        | 2        | 1        | 7    | 4    |
| 3.º  | CEF 5               | 4   | 3        | 1        | 2        | 5    | 6    |
| 4.º  | Tucumán de Gimnasia | 0   | 3        | 0        | 3        | 1    | 9    |

Fecha 1
| 5 de marzo, 18:30 | River Plate | 3 - 1                                  | Vélez Sarsfield | Superdomo, La Rioja |  |
|                   |             | ( 25-14, 22-25, 25-17, 25-21 ) Reporte |                 |                     |  |

| 5 de marzo, 21:00 | CEF 5 | 3 - 0                           | Tucumán de Gimnasia | Superdomo, La Rioja |  |
|                   |       | ( 25-10, 25-12, 25-13 ) Reporte |                     |                     |  |

Fecha 2
| 6 de marzo, 18:30 | River Plate | 3 - 0                           | Tucumán de Gimnasia | Superdomo, La Rioja |  |
|                   |             | ( 25-17, 25-13, 25-10 ) Reporte |                     |                     |  |

| 6 de marzo, 21:00 | CEF 5 | 0 - 3                           | Vélez Sarsfield | Superdomo, La Rioja |  |
|                   |       | ( 19-25, 20-25, 23-25 ) Reporte |                 |                     |  |

Fecha 3
| 7 de marzo, 18:30 | Vélez Sarsfield | 3 - 1                                  | Tucumán de Gimnasia | Superdomo, La Rioja |  |
|                   |                 | ( 25-15, 21-25, 25-14, 25-17 ) Reporte |                     |                     |  |

| 7 de marzo, 21:00 | CEF 5 | 2 - 3                                        | River Plate | Superdomo, La Rioja |  |
|                   |       | ( 21-25, 25-16, 25-19, 22-25, 9-15 ) Reporte |             |                     |  |

### Cuadrangular 2
| Pos. | Equipo              | Pts | Partidos | Partidos | Partidos | Sets | Sets |
| Pos. | Equipo              | Pts | PJ       | PG       | PP       | SG   | SP   |
| ---- | ------------------- | --- | -------- | -------- | -------- | ---- | ---- |
| 1.º  | GELP                | 9   | 3        | 3        | 0        | 9    | 1    |
| 2.º  | Atenas              | 6   | 3        | 2        | 1        | 7    | 3    |
| 3.º  | Argentina Andalgalá | 3   | 3        | 1        | 2        | 3    | 6    |
| 4.º  | Rowing Club         | 0   | 3        | 0        | 3        | 0    | 9    |

Fecha 1
| 12 de marzo, 18:30 | Argentina Andalgalá | 0 - 3                           | GELP | Polideportivo Carlos Cerutti, Córdoba |  |
|                    |                     | ( 15-25, 15-25, 18-25 ) Reporte |      |                                       |  |

| 12 de marzo, 21:00 | Atenas | 3 - 0                           | Rowing Club | Polideportivo Carlos Cerutti, Córdoba |  |
|                    |        | ( 25-14, 25-15, 25-20 ) Reporte |             |                                       |  |

Fecha 2
| 13 de marzo, 18:30 | GELP | 3 - 0                          | Rowing Club | Polideportivo Carlos Cerutti, Córdoba |  |
|                    |      | ( 25-13, 25-9, 25-12 ) Reporte |             |                                       |  |

| 13 de marzo, 21:00 | Atenas | 3 - 0                           | Argentina Andalgalá | Polideportivo Carlos Cerutti, Córdoba |  |
|                    |        | ( 25-19, 26-24, 26-24 ) Reporte |                     |                                       |  |

Fecha 3
| 14 de marzo, 18:30 | Rowing Club | 0 - 3                           | Argentina Andalgalá | Polideportivo Carlos Cerutti, Córdoba |  |
|                    |             | ( 17-25, 24-26, 15-25 ) Reporte |                     |                                       |  |

| 14 de marzo, 21:00 | Atenas | 1 - 3                                  | GELP | Polideportivo Carlos Cerutti, Córdoba |  |
|                    |        | ( 22-25, 16-25, 25-20, 16-25 ) Reporte |      |                                       |  |

### Cuadrangular 3
| Pos. | Equipo                      | Pts | Partidos | Partidos | Partidos | Sets | Sets |
| Pos. | Equipo                      | Pts | PJ       | PG       | PP       | SG   | SP   |
| ---- | --------------------------- | --- | -------- | -------- | -------- | ---- | ---- |
| 1.º  | San Lorenzo                 | 9   | 3        | 3        | 0        | 9    | 0    |
| 2.º  | Estudiantes (LP)            | 6   | 3        | 2        | 1        | 6    | 3    |
| 3.º  | Náutico Sportivo Avellaneda | 3   | 3        | 1        | 2        | 3    | 7    |
| 4.º  | Mupol                       | 0   | 3        | 0        | 3        | 1    | 9    |

Fecha 1
| 12 de marzo, 18:30 | San Lorenzo | 3 - 0                           | Estudiantes (LP) | Microestadio Ricardo Velasco, Rosario |  |
|                    |             | ( 25-17, 25-20, 25-13 ) Reporte |                  |                                       |  |

| 12 de marzo, 21:00 | Náutico Sportivo Avellaneda | 3 - 1                                  | Mupol | Microestadio Ricardo Velasco, Rosario |  |
|                    |                             | ( 25-17, 25-19, 25-27, 25-20 ) Reporte |       |                                       |  |

Fecha 2
| 13 de marzo, 18:30 | San Lorenzo | 3 - 0                           | Mupol | Microestadio Ricardo Velasco, Rosario |  |
|                    |             | ( 25-19, 25-12, 25-19 ) Reporte |       |                                       |  |

| 13 de marzo, 21:00 | Náutico Sportivo Avellaneda | 0 - 3                           | Estudiantes (LP) | Microestadio Ricardo Velasco, Rosario |  |
|                    |                             | ( 18-25, 23-25, 18-25 ) Reporte |                  |                                       |  |

Fecha 3
| 14 de marzo, 18:30 | Mupol | 0 - 3                           | Estudiantes (LP) | Microestadio Ricardo Velasco, Rosario |  |
|                    |       | ( 16-25, 18-25, 16-25 ) Reporte |                  |                                       |  |

| 14 de marzo, 21:00 | Náutico Sportivo Avellaneda | 0 - 3                           | San Lorenzo | Microestadio Ricardo Velasco, Rosario |  |
|                    |                             | ( 22-25, 11-25, 12-25 ) Reporte |             |                                       |  |

### Cuadrangular 4
| Pos. | Equipo               | Pts | Partidos | Partidos | Partidos | Sets | Sets |
| Pos. | Equipo               | Pts | PJ       | PG       | PP       | SG   | SP   |
| ---- | -------------------- | --- | -------- | -------- | -------- | ---- | ---- |
| 1.º  | Boca Juniors         | 9   | 3        | 3        | 0        | 9    | 0    |
| 2.º  | Banco Provincia (LP) | 6   | 3        | 2        | 1        | 6    | 4    |
| 3.º  | Douglas Haig         | 2   | 3        | 1        | 2        | 3    | 8    |
| 4.º  | Ferro                | 1   | 3        | 0        | 3        | 3    | 9    |

Fecha 1
| 5 de marzo, 18:30 | Boca Juniors | 3 - 0                           | Banco Provincia (LP) | Basilio Gonzalez, Pergamino |  |
|                   |              | ( 25-18, 26-24, 26-14 ) Reporte |                      |                             |  |

| 5 de marzo, 21:00 | Douglas Haig | 3 - 2                                        | Ferro | Basilio Gonzalez, Pergamino |  |
|                   |              | ( 23-25, 25-17, 19-25, 25-17, 15-9 ) Reporte |       |                             |  |

Fecha 2
| 6 de marzo, 18:30 | Boca Juniors | 3 - 0                           | Ferro | Basilio Gonzalez, Pergamino |  |
|                   |              | ( 25-20, 25-10, 25-14 ) Reporte |       |                             |  |

| 6 de marzo, 21:00 | Douglas Haig | 0 - 3                           | Banco Provincia (LP) | Basilio Gonzalez, Pergamino |  |
|                   |              | ( 17-25, 17-25, 17-25 ) Reporte |                      |                             |  |

Fecha 3
| 7 de marzo, 18:30 | Banco Provincia (LP) | 3 - 1                                  | Ferro | Basilio Gonzalez, Pergamino |  |
|                   |                      | ( 25-23, 25-22, 21-25, 25-16 ) Reporte |       |                             |  |

| 7 de marzo, 21:00 | Douglas Haig | 0 - 3                           | Boca Juniors | Basilio Gonzalez, Pergamino |  |
|                   |              | ( 12-25, 18-25, 12-25 ) Reporte |              |                             |  |

## Play off

### Tabla general clasificados
Tabla de primeros 
| Pos. | Equipo       | Pts | Partidos | Partidos | Partidos | Sets | Sets | Sets | Puntos | Puntos | Puntos |
| Pos. | Equipo       | Pts | PJ       | PG       | PP       | SG   | SP   | SR   | PG     | PP     | PR     |
| ---- | ------------ | --- | -------- | -------- | -------- | ---- | ---- | ---- | ------ | ------ | ------ |
| 1.º  | San Lorenzo  | 9   | 3        | 3        | 0        | 9    | 0    | -    | 225    | 145    | 1.552  |
| 2.º  | Boca Juniors | 9   | 3        | 3        | 0        | 9    | 0    | -    | 227    | 152    | 1.493  |
| 3.º  | GELP         | 9   | 3        | 3        | 0        | 9    | 1    | 9.00 | 245    | 161    | 1.522  |
| 4.º  | River Plate  | 8   | 3        | 3        | 0        | 9    | 3    | 3.00 | 272    | 219    | 1.242  |

 Tabla de segundos 
| Pos. | Equipo               | Pts | Partidos | Partidos | Partidos | Sets | Sets | Sets | Puntos | Puntos | Puntos |
| Pos. | Equipo               | Pts | PJ       | PG       | PP       | SG   | SP   | SR   | PG     | PP     | PR     |
| ---- | -------------------- | --- | -------- | -------- | -------- | ---- | ---- | ---- | ------ | ------ | ------ |
| 5.º  | Atenas               | 6   | 3        | 2        | 1        | 7    | 3    | 2.33 | 231    | 211    | 1.095  |
| 6.º  | Estudiantes (LP)     | 6   | 3        | 2        | 1        | 6    | 3    | 2.00 | 200    | 184    | 1.087  |
| 7.º  | Vélez Sarsfield      | 6   | 3        | 2        | 1        | 7    | 4    | 1.75 | 248    | 232    | 1.069  |
| 8.º  | Banco Provincia (LP) | 6   | 3        | 2        | 1        | 6    | 4    | 1.50 | 237    | 214    | 1.108  |

### Cuadro de Play off
|  | Cuartos de final | Cuartos de final     | Cuartos de final | Cuartos de final | Cuartos de final |   |              | Semifinales  | Semifinales | Semifinales | Semifinales | Semifinales |  |             | Final       | Final | Final | Final | Final |  |
|  |                  |                      |                  |                  |                  |   |              |              |             |             |             |             |  |             |             |       |       |       |       |  |
|  |                  |                      |                  |                  |                  |   |              |              |             |             |             |             |  |             |             |       |       |       |       |  |
|  | 1                | San Lorenzo          | 3                | 3                | -                |   |              |              |             |             |             |             |  |             |             |       |       |       |       |  |
|  | 1                | San Lorenzo          | 3                | 3                | -                |   |              |              |             |             |             |             |  |             |             |       |       |       |       |  |
|  | 8                | Banco Provincia (LP) | 0                | 0                | -                |   |              |              |             |             |             |             |  |             |             |       |       |       |       |  |
|  | 8                | Banco Provincia (LP) | 0                | 0                | -                |   | San Lorenzo  | San Lorenzo  | 3           | 3           | -           |             |  |             |             |       |       |       |       |  |
|  |                  |                      |                  |                  |                  |   | San Lorenzo  | San Lorenzo  | 3           | 3           | -           |             |  |             |             |       |       |       |       |  |
|  |                  |                      | River Plate      | River Plate      | 0                | 2 | -            |              |             |             |             |             |  |             |             |       |       |       |       |  |
|  | 4                | River Plate          | River Plate      | River Plate      | 0                | 2 | -            | 3            | 3           | -           |             |             |  |             |             |       |       |       |       |  |
|  | 4                | River Plate          |                  |                  |                  |   |              |              |             | -           |             |             |  |             |             |       |       |       |       |  |
|  | 5                | Atenas               | 1                | 2                | -                |   |              |              |             |             |             |             |  |             |             |       |       |       |       |  |
|  | 5                | Atenas               | 1                | 2                | -                |   |              |              |             |             |             |             |  | San Lorenzo | San Lorenzo | 3     | 2     | 3     |       |  |
|  |                  |                      |                  |                  |                  |   |              |              |             |             |             |             |  | San Lorenzo | San Lorenzo | 3     | 2     | 3     |       |  |
|  |                  |                      | GELP             | GELP             | 1                | 3 | 2            |              |             |             |             |             |  |             |             |       |       |       |       |  |
|  | 2                | Boca Juniors         | GELP             | GELP             | 1                | 3 | 2            | 3            | 3           | -           |             |             |  |             |             |       |       |       |       |  |
|  | 2                | Boca Juniors         |                  |                  |                  |   |              |              |             | -           |             |             |  |             |             |       |       |       |       |  |
|  | 7                | Vélez Sarsfield      | 0                | 0                | -                |   |              |              |             |             |             |             |  |             |             |       |       |       |       |  |
|  | 7                | Vélez Sarsfield      | 0                | 0                | -                |   | Boca Juniors | Boca Juniors | 0           | 0           | -           |             |  |             |             |       |       |       |       |  |
|  |                  |                      |                  |                  |                  |   | Boca Juniors | Boca Juniors | 0           | 0           | -           |             |  |             |             |       |       |       |       |  |
|  |                  |                      | GELP             | GELP             | 3                | 3 | -            |              |             |             |             |             |  |             |             |       |       |       |       |  |
|  | 3                | GELP                 | GELP             | GELP             | 3                | 3 | -            | 3            | 3           | -           |             |             |  |             |             |       |       |       |       |  |
|  | 3                | GELP                 |                  |                  |                  |   |              |              |             | -           |             |             |  |             |             |       |       |       |       |  |
|  | 6                | Estudiantes (LP)     | 2                | 0                | -                |   |              |              |             |             |             |             |  |             |             |       |       |       |       |  |
|  | 6                | Estudiantes (LP)     | 2                | 0                | -                |   |              |              |             |             |             |             |  |             |             |       |       |       |       |  |
|  |                  |                      |                  |                  |                  |   |              |              |             |             |             |             |  |             |             |       |       |       |       |  |

### Cuartos de final
| 26 de marzo, 21:00 | Banco Provincia (LP) | 0 - 3   | San Lorenzo | Polideportivo Roberto Pando, Buenos Aires |  |
|                    |                      | Reporte |             |                                           |  |

| 27 de marzo, 21:00 | San Lorenzo | 3 - 0   | Banco Provincia (LP) | Polideportivo Roberto Pando, Buenos Aires |  |
|                    |             | Reporte |                      |                                           |  |

| 26 de marzo, 18:30 | Atenas | 1 - 3                                  | River Plate | Microestadio Parque Eva Perón, Lomas de Zamora |  |
|                    |        | ( 25-16, 18-25, 16-25, 21-25 ) Reporte |             |                                                |  |

| 27 de marzo, 20:00 | River Plate | 3 - 2                                         | Atenas | Microestadio Parque Eva Perón, Lomas de Zamora |  |
|                    |             | ( 25-21, 12-25, 25-23, 22-25, 15-11 ) Reporte |        |                                                |  |

| 30 de marzo, 21:00 | Vélez Sarsfield | 0 - 3   | Boca Juniors | Luis Conde, Buenos Aires |  |
|                    |                 | Reporte |              |                          |  |

| 31 de marzo, 21:00 | Boca Juniors | 3 - 0   | Vélez Sarsfield | Luis Conde, Buenos Aires |  |
|                    |              | Reporte |                 |                          |  |

| 29 de marzo, 21:30 | Estudiantes (LP) | 2 - 3                                         | GELP | Polideportivo Victor Nethol, La Plata |  |
|                    |                  | ( 25-22, 25-20, 23-25, 18-25, 15-17 ) Reporte |      |                                       |  |

| 30 de marzo, 20:00 | GELP | 3 - 0                           | Estudiantes (LP) | Polideportivo Victor Nethol, La Plata |  |
|                    |      | ( 25-16, 25-14, 25-12 ) Reporte |                  |                                       |  |

| 1. 2. |

### Semifinales
| 5 de abril, 21:00 | River Plate | 0 - 3                           | San Lorenzo | Polideportivo Roberto Pando, Buenos Aires |  |
|                   |             | ( 22-25, 19-25, 23-25 ) Reporte |             |                                           |  |

| 6 de abril, 19:00 | San Lorenzo | 3 - 2                                         | River Plate | Polideportivo Roberto Pando, Buenos Aires |  |
|                   |             | ( 25-12, 23-23, 22-25, 25-18, 15-13 ) Reporte |             |                                           |  |

| 5 de abril, 18:00 | GELP | 3 - 0   | Boca Juniors | Polideportivo Roberto Pando, Buenos Aires |  |
|                   |      | Reporte |              |                                           |  |

| 6 de abril, 18:00 | Boca Juniors | 0 - 3   | GELP | Polideportivo Roberto Pando, Buenos Aires |  |
|                   |              | Reporte |      |                                           |  |

| 1. |

### Final
| 9 de abril, 19:00 | GELP | 1 - 3                                  | San Lorenzo | Estadio Victor A. Cassiani, La Plata |  |
|                   |      | ( 25-20, 17-25, 20-25, 15-25 ) Reporte |             |                                      |  |

| 10 de abril, 19:00 | San Lorenzo | 2 - 3                                         | GELP | Polideportivo Roberto Pando, Buenos Aires |  |
|                    |             | ( 25-20, 22-25, 23-25, 25-22, 13-15 ) Reporte |      |                                           |  |

| 11 de abril, 19:00 | San Lorenzo | 3 - 2                                         | GELP | Polideportivo Roberto Pando, Buenos Aires |  |
|                    |             | ( 22-25, 25-23, 25-21, 18-25, 15-11 ) Reporte |      |                                           |  |

| 1. |